# Цай Веньцзі
Цай Веньцзі (*177 — †239) — китайська поетеса та композитор часів династій Пізня Хань та Цзінь.

## Життєпис
Народилася у 177 році в містечку Ченлювей префектури Юй (частина території сучасної провінції Хенань). Донька Цай Юна, письменника та композитора. Отримала гарну освіту. У 192 році вийшла вперше заміж, проте чоловік незабаром помер. У 195 році розпочався хаос у державі, викликаний смертю канцлера Дун Чжо. Цим вирішили скористатися племена хуннів, що вдерлися на територію Китаю. Цао була захоплена ворогом. У полоні вона стала дружиною вождя хунну Лю Бао, народивши тому двох синів.
У 207 році її викупив її родич канцлер Цао Цао. При поверненні на батьківщину синів Цао Вень-цзи залишилась у хунну. У Китаї вона ще раз вийшла заміж. Останні роки життя Цао залишалася при дворі Ца Цао та його синів. Обставини смерті невідомі.

## Творчість
Написала довгий вірш («Вісімнадцять пісень флейти кочівника») про те, як вона була в полоні у кочовників Хунну, використовуючи пентасилабічну форму, яку також можна було зустріти в народних піснях. Відомим також є два твори з однією назвою «Поема скорботи і гніву». Деякі вірші Цао Вень-цзи створювалися для виконання під музику.